# 被光抓走的人
《被光抓走的人》（英語：Gone with the Light），2019年12月13日在中国大陆上映的爱情片，导演和编剧是董润年，主演黄渤、王珞丹。

## 演出
- 黄渤 出演 武文学
- 王珞丹 出演 李楠
- 谭卓 出演 张燕
- 白客 出演 筷子
- 黄璐 出演 何晓芬
- 宋春丽 出演 武文学母亲
- 文淇 出演 小蕾
- 焦俊艳 出演 小韩老师
- 黄觉 出演 赵峰
- 李嘉琪 出演 刘佳一
- 丁溪鹤 出演 王扬
- 吕星辰 出演 薛妍
- 李倩 出演 许燕茹
- 曹炳琨 出演 余亮
- 蒋明 出演 筷子大哥
- 丁冠中 出演 周浩
- 刘庆斌 出演 虎子

### 友情演出
- 王菊 出演 筷子女友
- 李诞
- 张腾岳

## 曲目
| 曲序 | 曲目                   |        | 作曲   | 歌手                      |
| ---- | ---------------------- | ------ | ------ | ------------------------- |
| 1.   | 《背光》（主题曲）     | 葛大为 | 钱雷   | 杨宗纬                    |
| 2.   | 《爱的箴言》（推广曲） | 罗大佑 | 罗大佑 | 黄渤、王珞丹、 谭卓、白客 |

## 上映
2019年12月13日，《被光抓走的人》在中国大陆上映。
豆瓣评分6.9分。

## 奖项
| 年份 | 奖项                 | 分类           | 提名者 | 是否得奖 | 备注 |
| ---- | -------------------- | -------------- | ------ | -------- | ---- |
| 2020 | 第33届中国电影金鸡奖 | 最佳导演处女作 | 董润年 | 提名     |      |

## 外部连接
- 豆瓣电影上《被光抓走的人》的資料 （简体中文）
- 时光网上《被光抓走的人》的資料（简体中文）
- 互联网电影数据库（IMDb）上《被光抓走的人》的资料（英文）